# Frotey-lès-Lure
Frotey-lès-Lure là một xã thuộc tỉnh Haute-Saône trong vùng Bourgogne-Franche-Comté phía đông nước Pháp.